# 興安總省
興安總省是滿洲國設置的一個省。位於今日满洲的西北位置。前身為1932年3月9日設置的興安省。

## 歷史
1932年（大同元年）3月9日，根據《興安省分設三分省之件》的規定，滿洲國統治地域的內蒙古盟旗地區設置興安省，分別設置興安東分省、興安南分省、興安北分省。與其他省份不同，興安省不設省公署，而由滿洲國國務院兴安局实施行政管理。1932年4月5日國務院興安局設立各分省公署駐在地，6月27日確定各分省管轄區域，8月1日任命各分省省長及各旗旗長。8月3日，興安局改編為興安總署。
1933年（大同二年），決定在熱河省昭烏達盟西喇木倫河以北設立興安西分省，7月12日，確定行政區域並發公報公佈。
1934年（康德元年）12月1日，廢止興安總署，其管轄下的各分省升格為省。
1944年（康德十年）10月1日，興安四省合併，設置興安總省，省公署位於興安街（今烏蘭浩特市），其下設置興安北省（公署：海拉爾，管轄6旗2市，也稱興北地區）、興東地區（行署：扎蘭屯街，管轄4旗）、興中地區（總省公署直轄，管轄6旗1縣）、興南地區（行署：開魯街，管轄5旗2縣）、興西地區（行署：林西街，管轄4旗1縣），管轄25旗、4縣、2市。
1945年8月，蘇日戰爭爆發，滿洲國失去统治权后，省長博彥滿都將其改組為東蒙古自治政府。

## 興東地區
1932年（大同元年）3月6日，決定設置興安東分省，同月29日額勒春就任分省長。5月1日，預定在布西（今莫力達瓦達斡爾族自治旗尼爾基鎮）設置分省公署，但由於治安等問題，在黑龍江省城（今齊齊哈爾市）設立暫定公署，開始處理政務。此後在交通要衝扎蘭屯（今呼倫貝爾的扎蘭屯市）設置公署。1933年（大同二年）1月12日設置，23日開始處理政務。
1932年12月，自黑龍江省析出雅魯縣、布西縣、索倫縣，移交興安東分省管理。翌年5月10日，進行行政區域再定義。1933年（大同二年），廢除那文旗。
1934年（康德元年），廢止興安總署，興安東分省升格為興安東省。1941年（康德八年），喜扎嘎爾旗劃歸興安南省。1943年（康德十年）10月1日，伴隨著設置興安總省，興安東省公署改制為總省的派出機關興東地區行署。

### 行政區劃
滿洲國滅亡前有如下行政區劃：
- 布特哈旗
- 阿榮旗
- 莫力達瓦旗
- 巴彥旗

## 興中地區
1944年（康德十年）設置，管轄興安總省公署直轄的6旗1縣。

### 行政區劃
滿洲國时期，最后有如下行政區劃：
- 扎魯特旗
- 科爾沁右翼中旗
- 科爾沁右翼前旗
- 科爾沁右翼後旗
- 扎賚特旗
- 喜扎嘎爾旗
- 醴泉縣

## 興南地區
1932年（大同元年）3月9日，依照《興安省分設三分省之件》，設置興安南分省，分省公署設立於達爾漢王府（今科爾沁左翼中旗保康鎮西南部），臨時辦公地點設置於奉天省遼源縣，6月1日開始辦公。其下管轄科爾沁左翼前旗、科爾沁左翼中旗、科爾沁左翼後旗、科爾沁右翼前旗、科爾沁右翼中旗、科爾沁右翼後旗、扎賚特旗，共計7個旗。
1934年（康德元年）12月1日，改為興安南省，管轄庫倫旗、科爾沁左翼前旗、科爾沁左翼中旗、科爾沁左翼後旗、科爾沁右翼前旗、科爾沁右翼中旗、科爾沁右翼後旗、扎賚特旗、通遼縣。1935年（康德二年）9月1日，省公署轉移到王爺府（後改稱興安，今烏蘭浩特市）。1944年（康德十年）10月1日，伴隨著設置興安總省，興安南省公署改制為總省的派出機關興南地區行署，下轄5旗2縣。

### 行政區劃
滿洲國时期，最后有如下行政區劃：
- 科爾沁左翼前旗
- 科爾沁左翼中旗
- 科爾沁左翼後旗
- 庫倫旗
- 奈曼旗
- 通遼縣
- 開魯縣

## 興北地區
1932年（大同元年）3月9日，依照《興安省分設三分省之件》，設置興安南分省，分省公署設立於海拉爾（今呼倫貝爾市海拉爾區），下轄索倫左翼旗、索倫右翼旗、新巴爾虎左翼旗、新巴爾虎右翼旗、陳巴爾虎旗、鄂魯特旗、布里雅特旗、鄂倫春旗。1934年（康德元年）12月1日，改編為興安北省，下轄索倫旗、新巴爾虎左翼旗、新巴爾虎右翼旗、陳巴爾虎旗、額爾克納左翼旗、額爾克納右翼旗。
1936年（康德三年）1月1日，廢除北滿特別區，將滿洲里市及海拉爾鄉編入興安北省。1944年（康德十年）10月1日，伴隨著設置興安總省，興安北省公署改制為總省的派出機關興北地區行署，下轄6旗2市。

### 行政區劃
滿洲國滅亡前有如下行政區劃：
- 索倫旗
- 新巴爾虎左翼旗
- 新巴爾虎右翼旗
- 陳巴爾虎旗
- 額爾克納左翼旗
- 額爾克納右翼旗
- 海拉爾市
- 滿洲里市

## 興西地區
1933年（大同二年）5月10日，在西拉木倫河（西遼河）以北地區設置興安西分省，分省公署設於開魯縣城，下轄扎魯特左翼旗、扎魯特右翼旗、阿魯科爾沁旗、巴林左翼旗、巴林右翼旗、克什克騰旗、開魯縣、林西縣。1934年（康德元年）12月1日，廢除興安總署，興安西分省升格為興安西省，下轄扎魯特左翼旗、扎魯特右翼旗、阿魯科爾沁旗、巴林左翼旗、巴林右翼旗、克什克騰旗、翁牛特左翼旗、奈曼旗、開魯縣、林西縣。1937年（康德四年），翁牛特左旗移交熱河省管理。1944年（康德十年）10月，伴隨著設置興安總省，興安西省改為興西地區，下轄4旗1縣。

### 行政區劃
滿洲國时期，最后有如下行政區劃：
- 阿魯科爾沁旗
- 巴林左翼旗
- 巴林右翼旗
- 克什克騰旗
- 林西縣